# Classe Kresta II
A classe Kresta II (ou Project 1134A Berkut) foi uma classe de cruzadores que serviram a marinha soviética. Foi precedida pela classe Kresta I, e sucedida pela classe Kara. Todos os seus 10 navios construídos já foram aposentados do serviço.

## Navios da classe
| Nome                                                                  | Homônimo                            | Batimento de quilha | Lançado | Completo | Estado                  |
| --------------------------------------------------------------------- | ----------------------------------- | ------------------- | ------- | -------- | ----------------------- |
| Krondstadt (em russo: Кронштадт)                                      | cidade de Krondstadt                | 1966                | 1968    | 1969     | Descomissionado em 1991 |
| Almirante Isakov (em russo: Адмирал Исаков)                           | almirante Ivan Isakov               | 1968                | 1969    | 1970     | Descomissionado em 1993 |
| Almirante Nakhimov (em russo: Адмирал Нахимов)                        | almirante Pavel Nakhimov            | 1968                | 1969    | 1970     | Descomissionado em 1991 |
| Almirante Makarov (em russo: Адмирал Макаров)                         | almirante Stepan Makarov            | 1969                | 1970    | 1972     | Descomissionado em 1992 |
| Marechal Voroshilov (em russo: Маршал Ворошилов) Renomeado Khabarovsk | marechal Kliment Voroshilov         | 1970                | 1971    | 1973     | Descomissionado em 1991 |
| Almirante Oktyabrskiy (em russo: Адмирал Октябьский)                  | almirante Filipp Oktyabrskiy        | 1970                | 1971    | 1973     | Descomissionado em 1993 |
| Almirante Isachenkov (em russo: Адмирал Исаченков)                    | N/D                                 | 1970                | 1972    | 1974     | Descomissionado em 1992 |
| Marechal Timoshenko (em russo: Маршал Тимошенко)                      | Semyon Timoshenko                   | 1972                | 1973    | 1975     | Descomissionado em 1992 |
| Vasily Chapaev (em russo: Василий Чапаев)                             | Vasily Chapaev                      | 1973                | 1974    | 1976     | Descomissionado em 1993 |
| Almirante Yumashev (em russo: Адмирал Юмашев)                         | almirante Ivan Stepanovich Yumashev | 1974                | 1976    | 1977     | Descomissionado em 1993 |

## Armamento
Seu armamento possuía mísseis mais modernos, como o anti-submarino SS-N-14 Silex, além do SA-N-3 Goblet anti-aeronave de curto alcance. Compunha um canhão anti aeronave de 57 mm e um CIWS de 30 mm.